# Linda Wallem
Linda Wallem, född 29 maj 1961 i Madison, Wisconsin, är en amerikansk skådespelare, författare och TV-producent.. Hon har bland annat medverkat i filmen Sömnlös i Seattle och i vissa avsnitt av Seinfeld.
Wallem är sambo med sångerskan Melissa Etheridge sedan 2014. Båda råkar vara födda på precis samma dag - den 29 maj 1961.